# 30-as busz (Székesfehérvár)
A székesfehérvári 30-as jelzésű autóbusz a Vasútállomás – Kórház, Rendelőintézet – Sajó utca / Farkasvermi utca – Kórház, Rendelőintézet – Vasútállomás útvonalon közlekedett munkanapokon. Északi végén a 37-es busszal együtt hurokjáratként Feketehegyet és Szárazrétet szolgálta ki, így közvetlen összeköttetést biztosított a kórházzal. A korábban megszüntetett 30-as buszhoz képest, ami a vasútállomástól a kórház felé a Kecskeméti utcáig közlekedett, módosított útvonalon közlekedett. A viszonylatot a Volánbusz üzemeltette. 2024 április 2-ával helyét átvették a 37-es és a 16-os buszok, amelyek közvetlen kapcsolatot biztosítanak a belvárossal, a kórházzal, a vasútállomással, és az Alba Ipari Zónával.

## Története
A buszvonal egy, a 2017. május 1-jei menetrendmódosítással újraindított autóbuszjárat, amely az évekkel korábban megszüntetett 30-as buszhoz képest (ami a vasútállomástól a kórház érintésével a Kecskeméti utcáig járt) módosított útvonalon közlekedett. Az új 30-as egy hurokjárat volt, mely a Vasútállomás – Kórház, Rendelőintézet – Feketehegy – Kórház, Rendelőintézet – Vasútállomás útvonalon közlekedett munkanapokon. Az új vonal a Szedreskerti ln. - Kórház, Rendelőintézet viszonylatú 16A járatot teljesen kiváltotta, így az a vonal a menetrendmódosítással megszüntetésre került. A 30-as busz a 16A-hoz képest északnyugat felé jóval hosszabb: a 37-es buszhoz hasonlóan Feketehegyet és Szárazrétet hurokjáratként érintette, emellett eddig nem létező, közvetlen összeköttetést biztosított e városrészek számára a kórházzal. Ezen felül a 30-as vonal nem ért véget a kórháznál, hiszen a vasútállomásig közlekedik, ami a vonal kiinduló- és végállomása is volt egyben.
A városvezetés célja az volt, hogy minden városrészből átszállás nélkül el lehessen érni tömegközlekedéssel a kórházat és a vasútállomást, így első lépésként elindították a 30-as buszjáratot, ami Feketehegynek és Szárazrétnek biztosította az eddig nem létező közvetlen kapcsolatot a kórházzal. A két városrész a 36-os és a 37-es vonalak által a vasúti pályaudvarral eddig is közvetlen kapcsolatban állt. A 30-as busz a Feketehegy-Szárazrétiek mellett a vidékieknek és a vasútállomás környékén élőknek is kedvezett, hiszen a 43-as busz mellett már ezzel a járattal is el lehetett érni onnan a kórházat és a rendelőintézetet.

## Útvonala
| Vasútállomás → Kórház, Rendelőintézet → Feketehegy → Kórház, Rendelőintézet → Vasútállomás |
| --- |
| Vasútállomás vá. – Béke tér – Mártírok útja – Madách Imre utca – Hunyadi utca – Seregélyesi út – Király sor – Széna tér – Rákóczi utca – Várkörút – Mátyás király körút – Szabadságharcos út – Mészöly Géza utca – Palotai út – Farkasvermi utca – Sajó utca – Rába utca – Pityer utca – Farkasvermi utca – Palotai út – Mészöly Géza utca – Szabadságharcos út – Mátyás király körút – Várkörút – Rákóczi utca – Széna tér – Király sor – Seregélyesi út – Hunyadi utca – Madách Imre utca – Mártírok útja – Béke tér – Vasútállomás vá. |

## Megállóhelyei
| 0  | Vasútállomás végállomás        | 62 | 13, 13A, 13G, 13Y, 20, 31, 31E, 32, 33, 34, 35, 36, 37, 38, 40, 41, 43, 44 7315, 7398, 8010, 8011, 8013, 8082, 8086, 8092, 8093, 8624 S30 G30 Z30 S34 S35 G43 S150 S440 S450 IC, sebesvonat, gyorsvonat, expresszvonat | Vasútállomás, Vasvári Pál Gimnázium, Kodály Zoltán Általános Iskola és Gimnázium |
| 1  | Gyár utca                      | 61 | 13, 13A, 20, 40, 41, 43, 44 |                                                                                  |
| 2  | Kinizsi utca                   | 60 | 13, 13A, 20, 40, 41, 43, 44 |                                                                                  |
| 4  | Kórház, Rendelőintézet         | 58 | 40, 41, 43, 44 | Fejér Vármegyei Szent György Egyetemi Oktató Kórház                              |
| 7  | Mentőállomás                   | 55 | 14, 14G, 16, 40, 41, 42, 43, 44 8030, 8032, 8033, 8035, 8037, 8039 1529, 1803, 1823, 1824, 1826, 1841 | Mentőállomás, Fejér Vármegyei Szent György Egyetemi Oktató Kórház, Halesz park   |
| 9  | Király sor / Géza utca         | 53 | 16, 17, 24, 25, 31, 35 |                                                                                  |
| 10 | Huba köz                       | 52 | 16, 17, 24, 25, 31, 35 |                                                                                  |
| 11 | Széna tér                      | 51 | 16, 17, 23, 24, 25, 31, 32, 33, 34, 35 | Jézus Szíve templom, Széna Téri Általános Iskola, E-On, SZÉPHŐ, Fejérvíz         |
| 13 | Áron Nagy Lajos tér            | 49 | 16, 17, 23, 24, 25, 31, 32, 33, 34, 35 | Fehérvár Áruház, Fehérvári Civil Központ                                         |
| 15 | Országzászló tér               | 47 | 16, 17, 33, 34 | Szent István Király Múzeum                                                       |
| 17 | Ybl Miklós lakótelep           | 45 | 16, 17, 26, 26A, 26G, 27, 38 | Novotel, Domus                                                                   |
| 18 | Szabadságharcos út             | 44 | 11, 13, 17 |                                                                                  |
| 19 | Szent Gellért utca             | ∫  | 10, 12, 14, 17, 36, 37 8080, 8086 | Csitáry G. Emil Uszoda és Strand                                                 |
| ∫  | Uszoda                         | 43 | 10, 11, 12, 13, 14, 16, 17 | Csitáry G. Emil Uszoda és Strand                                                 |
| 21 | Hosszú temető                  | 41 | 36, 37 8080, 8086 |                                                                                  |
| 23 | Hármashíd                      | 39 | 36, 37 |                                                                                  |
| 24 | Szárazréti Közösségi Központ   | 38 | 37 | Vörösmarty Mihály Általános Iskola Farkasvermi Úti Tagiskolája                   |
| 25 | Opole tér                      | 37 | 37 |                                                                                  |
| 26 | Száva utca / Farkasvermi utca  | 36 | 37 |                                                                                  |
| 27 | Pityer utca / Farkasvermi utca | 35 | 37 | MOL Magyar Olaj- és Gázipari Nyrt.                                               |
| ∫  | Pityer utca / Rába utca        | 34 | 37 |                                                                                  |
| ∫  | Bébic utca / Rába utca         | 33 | 37 |                                                                                  |
| ∫  | Sajó utca / Rába utca          | 32 | 37 |                                                                                  |
| ∫  | Sajó utca 102.                 | 31 | 37 |                                                                                  |
| 28 | Virág utca                     | ∫  | 37 |                                                                                  |
| 29 | Szamos utca                    | ∫  | 37 |                                                                                  |
| 30 | Sajó utca / Farkasvermi utca   | 30 | 37 |                                                                                  |